# Rinconada (Muñico)
Rinconada es una localidad española del municipio de Muñico, perteneciente a la provincia de Ávila, en la comunidad autónoma de Castilla y León.

## Historia
Hacia mediados del siglo XIX, el lugar, mencionado como una aldea, ya pertenecía a Muñico. Aparece descrito en el decimotercer volumen del Diccionario geográfico-estadístico-histórico de España y sus posesiones de Ultramar de Pascual Madoz de la siguiente manera:

RINCONADA: ald. en la prov. de Avila, part. jud. de Piedrahita, ayunt. y felig. de Muñico, en cuyo pueblo estan incluidas las circunstancias de su localidad, pobl. y riqueza.
(Madoz, 1849, p. 477)

En 2022, tenía empadronados 5 habitantes.